# Husky

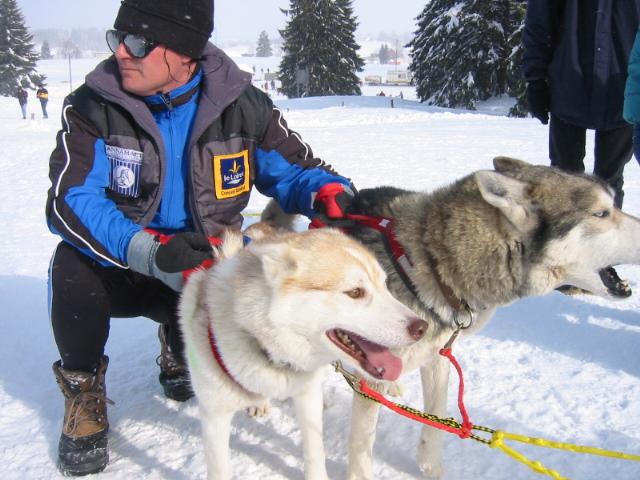
Huskies utilizados como mascotas deportivas.

Husky es un término general para mencionar a diferentes tipos de perros utilizados tradicionalmente como perro de trineo  en regiones septentrionales árticas y subárticas, aunque en la actualidad se crían también como mascotas.

## Características
Perros energéticos y atléticos, normalmente tienen un manto grueso doble que puede ser gris, negro, rojizo-cobre o blanco. Cuidan a sus familias, es decir que son muy protectores. Estos perros, así como otras razas de oficio, necesitan constante actividad física y largos paseos. Se les reconoce por sus ojos de color azul pálido, aunque pueden tener también ojos marrones, verdes, azules intensos e incluso amarillos. Frecuentemente tienen los ojos de colores diferentes, anomalía conocida como heterocromía. También padecen uveítis de forma más usual que otras razas.

## Etimología
Husky  es una deformación del término "eskie", utilizado para mencionar a las tribus esquimales que entraron en contacto con los europeos que realizaron las primeras expediciones a sus tierras. 

## Variedades
Ejemplos de perros de raza pura que no tienen relación con los perros criados a partir de sus habilidades como perros de trineo: Husky siberiano, Malamute de Alaska, Samoyedo y el Perro de Groenlandia; el Husky de Sajalín es un perro de trineo relacionado con el Spitz japonés y el Akita Inu. El Alaskan Husky, que se encuentra en Alaska más que en Siberia u otras regiones árticas, y el Husky del río Mackenzie, son un subtipo que hace referencia a poblaciones puntuales en las regiones subárticas de Alaska y Canadá.

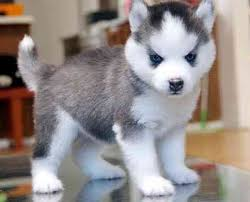